# Михайлов Анатолій Іванович
Анато́лій Іва́нович Миха́йлов (*23 березня 1949, Мала Виска (Кіровоградська область)) — український журналіст. Заступник генерального директора Українського національного інформаційного агентства — УКРІНФОРМ (з квітня 2001 року).

## Біографія
Народився 23 березня 1949 року (місто Мала Виска, Кіровоградська обл.)
Закінчив Кіровоградський педагогічний інститут (1972), філологічний факультет.
ВПШ при ЦК КПУ, відділення журналістики (1982).
У 1972–1973 роках — учитель української мови і літератури Кіровської середньої школи Маловисківського району.
1973–1974 роки — служба в лавах Радянської Армії.
У 1974–1979 роках на комсомольській роботі в Маловисківському районі (інструктор, завідувач відділу, другий секретар райкому комсомолу).
З 1979 по 1980 рік — заступник редактора, в 1982–1986 роках — редактор Маловисківської районної газети.
1986–1988 роки — завідувач сектору інформації Кіровоградського обкому Компартії України.
У 1988–1989 роках — головний редактор Кіровоградського обласного радіомовлення.
1989–1991 роки — інструктор ЦК Компартії України.
У 1992–1993 роках — головний редактор, директор київської радіостанції «Радіо Рокс» (першої недержавної радіостанції України).
1993–1994 роки — головний редактор газети «Факт» (УКРІНФОРМ).
1994–2001 роки — головний редактор, начальник Управління фотовідеоінформації УКРІНФОРМу. Член НСЖУ (1984).
Нагороджений почесною грамотою Кабінету Міністрів України (2001 рік).
Автор брошури «Газета стала рентабельною», буклету, присвяченого 85-річчю Укрінформу, одного з розділів книги «Творчий пошук журналіста», низки публікацій у періодичній пресі з питань аналізу творчих процесів у журналістських колективах.
Упродовж кількох років активно висвітлював у вітчизняних і зарубіжних ЗМІ участь українських підприємств, фірм та установ у міжнародних виставках інформаційно-телекомунікаційних технологій CeBIT (ФРН) і хід запровадження новацій цієї галузі в Україні.
Був упорядником низки фотовиставок, які демонструвалися в Раді Європи (Франція), штаб-квартирі НАТО (Бельгія), Китаї, США, Канаді, інших державах.
Керівник і один із авторів проекту «Країни світу», реалізація якого дозволила зібрати на фотосервері Укрінформу.
Очолював важливі інформаційні структури загальнодержавного і міжнародного значення — прес-центр Оргкомітету з підготовки і святкування 10-ї річниці незалежності України (2001 рік), прес-центр українсько-російського Економічного форуму в Харкові, в якому брали участь президенти України і Росії (2001 рік), всеукраїнські Інформаційні центри зі сприяння офіційним зарубіжним спостерігачам на президентських і парламентських виборах в Україні, послугами яких активно користувалися представники ПАРЄ, ОБСЄ, СНД, ряду інших впливових міжнародних організацій, численні користувачі Інтернету всього світу.
Керував групою українських журналістів, які першими висвітлювали події навколо острова Тузла (2003 рік).
Представляв Україну і Укрінформ на міжнародних заходах, зокрема на засіданнях Європейського альянсу інформаційних агентств (Австрія, Польща, Чехія), Євразійського медіа-форуму (Казахстан), експертів країн-учасниць СНД з підготовки документів, що стосуються інформаційної сфери (Білорусь).
Одружений, має двох синів.
Захоплення — історія, література, комп'ютерна техніка.